# Prikken
Der Prikken (norwegisch für Punkt, Tupfen) ist ein kleiner Nunatak der Sør Rondane im ostantarktischen Königin-Maud-Land. Er ragt unmittelbar südlich der Balchenfjella auf.
Wissenschaftler des Norwegischen Polarinstituts benannten ihn 1988.